# Les Fantômes du chapelier
Pour les articles homonymes, voir Les Fantômes du chapelier (homonymie).
Les Fantômes du chapelier est un roman policier de Georges Simenon paru en 1949.
Simenon a écrit ce roman à Stud Barn, Tumacacori (Arizona) aux États-Unis en décembre 1948. Il fait partie de la série des « romans durs » de son auteur.

## Résumé
M. Labbé, chapelier de La Rochelle qui tient boutique dans une des rues à arcades du vieux centre, se rend tous les soirs pour jouer au bridge avec des amis au Café des Colonnes — dont le modèle est le Café de la Paix, que Simenon avait dans cette ville beaucoup fréquenté quelques années auparavant. Depuis le 13 novembre, cinq femmes ont été assassinées dans la ville. Le journaliste Jeantet, un des clients du café, dialogue avec l'assassin en publiant puis en commentant les lettres anonymes que celui-ci envoie à son journal, L’Écho des Charentes.
Un soir, Kachoudas, tailleur miséreux qui fréquente aussi le café sans se mêler aux autres et voisin d'en face du chapelier, de l'autre côté de la rue, remarque sur le bas du pantalon du respectable commerçant des caractères d'imprimerie découpés dans des journaux, similaires à ceux dont sont composés les messages adressés à L’Écho. Kachoudas devine l'horrible vérité, se tait, pris d'une peur terrible. Il n'ose parler, en dépit de la forte récompense qui a été promise pour trouver l'assassin. Un sixième crime est commis et le tailleur, angoissé par la certitude qui l'oppresse et la crainte de devenir aussi victime du tueur, ne tarde pas à tomber malade, ayant contracté une pneumonie en suivant Labbé la nuit dans les rues, où une pluie glaciale ne cesse de tomber depuis plusieurs semaines. 
En réalité, il y a quelque temps, M. Labbé a tué sa femme impotente et acariâtre, et a enfoui son corps dans la cave. Mais il a fait croire, même à sa bonne, qu'il continuait à la soigner. Or il a aussi décidé de supprimer toutes les amies de pensionnat de sa femme qui avaient l'habitude de se réunir chez elle lors d'une visite annuelle le 24 décembre, avant qu'elles ne se retrouvent à la prochaine réunion, où l'absence de sa femme n'aurait pas manqué de les alarmer. 
Puis le tailleur Kachoudas meurt lui-aussi, épuisé de travail, affaibli par la maladie et terrorisé à l'idée que le chapelier, qui sentait qu'il l'espionnait, viendrait peut-être l'étrangler à son tour.
Après un nouvel attentat manqué contre une religieuse qui devait être la dernière victime, le chapelier commence à douter de lui-même, à perdre sa froide lucidité, bien qu'il sache son demi-échec sans conséquences puisque la religieuse vit cloîtrée. Dans son désarroi, il tue sa bonne, Louise, qui le dégoûte mais s'arrange pour faire endosser sa mort par l'étrangleur inconnu. La folie meurtrière qui s'est emparée du chapelier lors de ce dernier crime n'était-elle pas déjà enracinée en lui quand il avait tué sa femme ? Labbé va assassiner de nouveau, cette fois sans motif, puisque la victime, Mme Berthe, dame coquette d'un certain âge qui vendait ses charmes aux messieurs bien sous tous rapports de la ville, et qui ce soir-là s'était refusée à lui, est étrangère au groupe des anciennes compagnes. On comprend alors que Labbé trouve une dimension et une satisfaction érotiques à ses crimes. Et c'est presque volontairement, comme pour mettre un terme à ses forfaits, dans une demi-stupeur et le cadavre de Berthe au pied du lit comme preuve de son ignoble forfait, qu'il se fera arrêter par son ami le commissaire.

## Aspects particuliers du roman
Reprenant la nouvelle Le Petit tailleur et le chapelier, le roman substitue au point de vue de Kachoudas celui du chapelier Labbé, point de vue de l'assassin dont le lecteur découvre peu à peu le passé à partir du moment où il tue sa femme. Le récit alterne avec des passages du « Petit mémoire au sujet des victimes de l'étrangleur » rédigé par Labbé pour expliquer ses actes.
Le Petit tailleur et le chapelier sera publié en 1950 dans le recueil Les Petits cochons sans queue.

## Fiche signalétique

### Cadre spatio-temporel
La Rochelle. Époque contemporaine[Information douteuse]

### Personnage principal
Léon Labbé. Chapelier. Marié. La soixantaine

### Autres personnages
- Kachoudas, le « petit tailleur », originaire du Proche-Orient
- Jeantet, jeune journaliste de L'Écho des Charentes
- Le cercle des joueurs de bridge qui comprend, outre M. Labbé, le docteur Chantreau, l'assureur Lambert, l'imprimeur Caillé, le commissaire Pigeac

## Éditions
- Édition originale : Presses de la Cité, 1949
- Livre de Poche n° 14880, 2000  (ISBN 978-2-253-14880-7)
- Tout Simenon, tome 3, Omnibus, 2002  (ISBN 978-2-258-06044-9)
- Romans durs, tome 6, Omnibus, 2012  (ISBN 978-2-258-09360-7)
- Romans durs, tome 7, Omnibus, 2023  (ISBN 978-2-258-20264-1)

## Adaptation cinématographique
- 1982 : Les Fantômes du chapelier, film français réalisé par Claude Chabrol, avec Michel Serrault, Charles Aznavour, Monique Chaumette et François Cluzet.

## Source
- Maurice Piron, Michel Lemoine, L'Univers de Simenon, guide des romans et nouvelles (1931-1972) de Georges Simenon, Presses de la Cité, 1983, p. 148-149  (ISBN 978-2-258-01152-6).